# Kanton Ailly-le-Haut-Clocher
Kanton Ailly-le-Haut-Clocher is een voormalig kanton van het Franse departement Somme. Het kanton maakte deel uit van het arrondissement Abbeville.
Het werd opgeheven bij decreet van 26 februari 2014 met uitwerking op 29 maart 2015.

## Gemeenten
Het kanton Ailly-le-Haut-Clocher omvatte de volgende gemeenten:
- Ailly-le-Haut-Clocher (hoofdplaats)
- Brucamps
- Buigny-l'Abbé
- Bussus-Bussuel
- Cocquerel
- Coulonvillers
- Cramont
- Domqueur
- Ergnies
- Francières
- Gorenflos
- Long
- Maison-Roland
- Mesnil-Domqueur
- Mouflers
- Oneux
- Pont-Remy
- Saint-Riquier
- Villers-sous-Ailly
- Yaucourt-Bussus